# 少林寺木人拳
『少林寺木人拳』（しょうりんじ もくじんけん、原題：少林木人巷、英題：Shaolin Wooden Men）は、1976年製作の香港映画。主演はジャッキー・チェン。

## 概要
前作『レッド・ドラゴン/新・怒りの鉄拳』が興行的失敗に終わったロー・ウェイ監督は本作では総監督として、『新・金瓶梅』をヒットさせた若手監督チェン・チーホワに現場をまかせた。だが香港では1週間で打ち切りとなり、やはり興行的に失敗した。
日本では東映セントラルフィルム配給で1981年2月21日に『太陽のきずあと』との併映として公開された。日本で劇場公開されたジャッキー主演映画の中では最古のものである。1970年代～80年代に日本国内で公開された一連のジャッキー・チェンのカンフー映画で、劇中で主人公が「対戦相手を殺していない」珍しい作品である。クライマックスの格闘シーンでは主人公が敵ではあるが、自らの拳法の師匠である相手を説得し、最後までとどめをささなかった（敵役は謀略を用いて殺そうとするが失策に終わり自らを殺める、または罪を償い自害したかの様に見せてもいる）。
これらのシェイクスピア風の師弟愛が当時の日本国内、特にTV放映以降、劇中で流れる日本オリジナル主題歌「ミラクル・ガイ」の効果もあって80年代ジャッキー直撃世代の若者に受け入れられ、一部の映画雑誌の統計による「好きなジャッキー映画ランキング」で一位を獲得していた。香港ではヒットこそしなかったが、本作がオリジナルとなる「木人」は、その後多くの亜流を生み出し、香港映画に多大なる影響を与えた。
吹き替えでは映画内で使われている拳法が少林寺拳法とされているが、実際に映画内で使われているのは少林拳である。
東宝から発売されたビデオ邦題は『ジャッキー・チェンの少林寺木人拳』。

## あらすじ
ある事がきっかけで口が不自由になった若者・小唖巴（ジャッキー・チェン）は、幼いころに殺された父親の敵を討つために少林寺の門弟となった。
ある日、寺の裏の洞窟に見知らぬ男が鎖で繋がれているのを発見した小唖は、男に酒を運んで仲良くなり、少林拳の奥義を伝授してもらう。男の名は法愚といい、10年前に少林寺の掟を破ったために閉じ込められていた。また、少林寺の管長の友人という尼僧からも拳法を習い、小唖はますます力をつけていく。
そして小唖は少林寺を出る試験として「木人」という木製のからくり人形と戦いこれを撃破、下山を許される。
街へ出た小唖は、青龍白虎派というやくざ者に絡まれていた食堂の一家を義侠心から助け、その最中で少林寺を逃亡した法愚としばし再会する。小唖はかつての恩返しとして少林寺の僧たちから法愚を助けるも、法愚の残酷な本性を目の当たりにして戸惑い、彼と別れるのであった。
食堂の一家の元へと戻った小唖は、法愚の居場所を探し回る怪しい男、閔大成と出会う。成り行きから小唖は彼と拳を交わすが、父の仇と全く同じ拳法によって軽くあしらわられてしまう。自身の修行不足を悟った小唖は少林寺の高僧の元を訪ねる。一方の少林寺は法愚の襲撃によって壊滅の危機に瀕しており、最後の希望として小唖に秘術を教え込む。
法愚との決闘へと向かう小唖と僧たちの前に閔大成が現れる。実は閔大成はかつて青龍白虎派の首領であった法愚を捕縛し少林寺に拘留した武侠の一人であった。また彼も小唖の父の仇を長年追っており、犯人の唯一の手掛かりとして同じ拳法を習得していたのだった。そして法愚こそが、小唖が幼い頃に父親を殺した犯人、探し求めていた父の仇と知らされ、迷いが晴れた小唖は法愚との闘いを決意する。
小唖は法愚との戦いを制するも、義の篤さ故にかつての師にとどめを刺せず、拳を収めるように法愚に懇願する。しかし法愚は小唖を殺そうと技を繰り出し、それを小唖に避けられ自分自身の拳によって死んでしまう。 法愚戦の後、小唖は少林寺の僧として寺に戻るのであった。

## キャスト
- 小唖巴/敖天（日本公開時は一龍・イーロン、劇場版字幕は口なし、テレビ版吹替はだんまり/小僧）：ジャッキー・チェン（成龍）

幼い時に目の前で父親を惨殺され、復讐のために少林寺に入門する。拳法により殺された父の仇を探すため、誓いとして周りを欺くために口がきけないふりをしていた。日本語訳版では「だんまり」というあだ名で呼ばれている。少林寺の牢獄に繋がれていた罪人(法愚)から「起馬抱拳、蝴蝶拳」を、近隣の尼僧からは「蛇意八歩」という拳法を伝授され、少林寺の登竜門である木人巷に挑む。法愚との戦いの前に秘術である「天罡伏魔功」を伝授される。
- 法愚（ファー・ツー、字幕では「ファユー」）：カム・コン（金剛）

元は少林寺の免許皆伝の高僧であるが、悪事を働くようになり、捕縛され寺内に幽閉されていた。自身に献身的に尽くしてくれる小唖巴に心を動かされ、拳法の指導を行う。のちに独自の拳法「獅子吼」を編み出して牢から逃亡し、自身を捕らえて少林寺に連行した武芸者とその一族郎党や少林寺の「五獣拳」の達人達を次々と血祭りに上げる。
- 小蘭（食堂の娘）：ドリス・ロン（龍君兒）

小唖巴に助けて貰ったことを切っ掛けに彼に好意を持つようになり、協力する。法愚一党に一時拉致される。
- 小胖（その弟）：ジャン・ジン（蔣金）

同じく小唖巴に協力する。体形は小太り。
- 食堂店主：チン・シン（金鑫）

小蘭と小胖の父親。
- 閔大成（ウェン、字幕では「マン」）：ミャオ・ティエン（中国語版）（苗天）

法愚を友人の敵と捜している拳法使い。
- 五梅：チャン・ビンユー（中国語版）（張冰玉）

蛇意八歩の尼僧。
- 法仁：ホー・コン（何剛）

少林寺の副管長。
- 法智（ファー・チ）：チャン・イーフェイ （張亦飛）

少林寺の管長。霊空大師より「天罡伏魔功」の秘伝書を託され、小唖巴を鍛えて伝授する。
- 法慧：ウー・テーサン（武徳山）

酒好きの僧。
- 霊空大師（リンクン大師）：リー・シャオツン（李笑叢）

少林寺の前管長。盲目の僧。法愚を倒すために法智に「天罡伏魔功」の秘伝書を託す。
- 法愚の手下：ユン・ピョウ（元彪）他

法愚の不在時も悪事を働いていた。

### 日本語吹替
| 役名       | 俳優               | 日本語吹替   | 日本語吹替       |
| 役名       | 俳優               | TBS版        | ブロードウェイ版 |
| ---------- | ------------------ | ------------ | ---------------- |
| 小唖巴     | ジャッキー・チェン | 石丸博也     | 山野井仁         |
| 法愚       | カム・コン         | 森川公也     | 手塚秀彰         |
| 小蘭       | ドリス・ロン       | 幸田直子     | 紗ゆり           |
| 小胖       | ジャン・ジン       | 小山梓       | 遊佐浩二         |
| 食堂店主   | チン・シン         | 峰恵研       | 岩崎ひろし       |
| 閔大成     | ミャオ・ティエン   | 田中康郎     | 古田信幸         |
| 五梅       | チャン・ビンユー   | 中西妙子     | 紗ゆり           |
| 法仁       | ホー・コン         | 村松康雄     | 岩崎ひろし       |
| 法智       | チャン・イーフェイ | 藤本譲       | 塩屋翼           |
| 法慧       | ウー・テーサン     | 二見忠男     | 金尾哲夫         |
| 霊空大師   | リー・シャオツン   | 大久保正信   | 岩崎ひろし       |
| 毛牛       | リー・ミンラン     | 亀井三郎     |                  |
| 楊         | ルー・イーロン     | 福士秀樹     |                  |
| 趙         | チャオ・ルーチャン | 鈴木勝美     |                  |
| 簡路       | ルー・ピン         | 大山高男     |                  |
| 朱成率     | ウェン・シャオフー | 峰恵研       |                  |
| 楊威武     | リン・フィー       | 村松康雄     |                  |
| 王成       | チャン・ホー       | たてかべ和也 |                  |
| 法愚の手下 | ユン・ピョウ       | 古谷徹       | 岩崎ひろし       |
| 法愚の手下 | トー・ワイホー     | 及川智靖     |                  |
| 林         | リン・ウェンチェン |              |                  |
| 使用人     | チェン・チーホワ   | 鈴木勝美     |                  |
| その他     | 不明               | （寺門真希） | 清水敏孝         |

- TBS版：初回放送1982年11月29日 [※ 2]『月曜ロードショー』※VHS、BD、日本語吹替収録版DVD収録（約93分）

演出：長野武二郎、翻訳：大野隆一、調整：遠西勝三、効果・選曲：新音響、プロデューサー：新井和子（TBS）、日本語版制作：ニュージャパンフィルム／TBS
2024年5月30日にBS松竹東急で地上波放送時にカットされたシーンに追加収録を行った『吹替完全版』が放送。なお、故人および一部声優の担当部分は別の声優が担当。
- ブロードウェイ版：1998年6月22日発売のVHS・DVDに収録

北米版本編を基に制作しているため、オープニングや本編の一部がカットされている。

## スタッフ
- 監督：チェン・チーホワ、ロー・ウェイ
- 製作総指揮：ロー・ウェイ
- 製作：スー・リー・ホワ
- 脚本：金鑫、呂三民
- 音楽：周福良
- 武術指導：陳元龍（ジャッキー・チェン）、金銘
- 製作会社：羅維影業有限公司（ロー・ウェイ・カンパニー）

## 音楽
劇中内で他作品から流用されている音楽一覧。※順不同
| 曲名                                             | アーティスト | サウンドトラック                                    | 年 |
| ------------------------------------------------ | ------------ | --------------------------------------------------- | -- |
| 丰收凯歌/The Harvest Song                        | -            | 龙江颂/Song of the Dragon River                     | -  |
| 白毛女随想                                       | -            | 白毛女/The White Haired Girl                        | -  |
| Tying the Plait With a Red Ribbon                | -            | 白毛女/The White Haired Girl                        | -  |
| Charging Forward Forever                         | -            | 红色娘子军/Red Detachment of Women                  | -  |
| Takeover Of Weihu Mountain: Sunshine In My Heart |              | The Red Classics: Select Modern Peking Opera Vol. 1 |    |

## 日本公開版

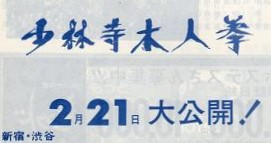
青春の門併映チラシ

オリジナル香港版のラストの仏門剃頭シーンと少林寺の洞窟での訓練後の早朝の風景はカットされている。日本公開時には、配給元の東映により、日本オリジナルの主題歌『ミラクル・ガイ』（歌：謝花義哲　詞：竜真知子　曲：林哲司）が劇中に編入されたバージョンが上映された。このバージョンは1982年11月29日、TBSの『月曜ロードショー』で初放送以降、初期のTV放送時にそのまま使用されたが、東映の権利が喪失した後には使用されることはなくなり、以後のソフト化はいずれも香港公開版に準拠したものであった。しかし2012年に発売されたBlu-ray Discソフトには、劇中で「ミラクル・ガイ」の流れるTV放送当時の吹替音源が収録されており、吹き替えではあるが、日本公開版が初めてのソフト発売となった。尚、主題歌を担当した謝花義哲は現在で「シャバちゃんズ」というバンドを結成しており、ライブで「ミラクル・ガイ」を自身の歌唱で演奏している。
2016年12月に発売された国内版Blu-rayでは日本公開版フィルムをテレシネして全編収録しており、公開されてから35年振りに完全な日本公開版がソフト化された。
吹き替え版の字幕は、冒頭の五獣拳の業紹介では龍は「知」、蛇は「情」、虎は「力」、鶴は「静」、豹も「静」となっているが、本来は豹は「動」の業である。同じくジャッキー主演の作品『拳精』では訂正されていた。
また、主人公（ジャッキー）は尼僧から蛇拳を伝授されるが、「情（なさけ）の拳」として、急所打ちを禁止されている。

## 削除シーン
- 少林寺からの逃亡後、遊廓と思われる場所でカム・コンの入浴を女性らが世話をするシーンが削除されている[5]。
- 本編中木人に挑戦して失敗し房から僧侶に抱えられながら出てくるシーンがあるが、日本版ロビーカードにある同じシーンの写真ではジャッキーが白服（もしくは灰色）の衣装（本編は濃紺の衣装）になっている。同じシーンの別テイクなのか、別の木人の挑戦失敗のシーンなのか不明。

## 試写会
1981年2月4日（水）銀座ヤマハホール　午後18時00分開場　18時30分開演
1981年2月13日（金）半蔵門・東條会館　午後18時00分開場　18時30分開演

## ロケ地
- 十分瀑布、ならびに近辺の河原（台湾）
- 新北（五股）觀音山凌雲禪寺（台湾）
- 新北（五股）觀音山開山園（花山院法皇）(台湾）
- 行天宮 北投分宮(台湾）
- 電影文化城(台湾）